# إسبيرانزا (محطة مترو أنفاق مدريد)
إسبيرانزا (بالإسبانية: Esperanza)‏ هي محطة مترو أنفاق في مدريد في إسبانيا، تقع على الخط رقم 4.